# Ted Raimi
Theodore "Ted" Raimi, född 14 december 1965 i Detroit, Michigan, är en amerikansk skådespelare, kanske mest känd för sin roll som löjtnant Tim O'Neill i SeaQuest DSV och Joxer den Mäktige i Xena – Krigarprinsessan och Hercules. Raimi är yngre bror till Spider-Man-regissören Sam Raimi, som regisserade honom i Xena och Hercules, liksom i Spider-Manfilmer.

## Filmografi (urval)
- 2013 – Oz: The Great and Powerful
- 2007 – Spider-Man 3
- 2004 – The Grudge
- 2004 – Spider-Man 2
- 2002 – Spider-Man
- 1995 – Hercules
- 1995 – Xena – Krigarprinsessan
- 1993 - 1996 - seaQuest DSV
- 1993 – Hard Target
- 1990 – Darkman